# Sorbia affinis
Sorbia affinis là một loài bọ cánh cứng trong họ Cerambycidae.